# Michael Shine
Michael Lyle Shine, detto Mike (Youngsville, 19 settembre 1953), è un ex velocista statunitense.
Alle Olimpiadi di Montreal del 1976 ha vinto la medaglia d'argento nei 400 metri ostacoli, dietro Edwin Moses, il quale stabilì in quella occasione il record mondiale, aprendo di fatto una nuova era per quella gara.
Shine era famoso per l'utilizzo di uno schema di corsa di 15 passi tra un ostacolo e l'altro per l'intera gara, impensabile a livello di atleti d'élite che correvano tutti a 14 passi.
Dopo le Olimpiadi del 1976 Shine lavorò come assistente allenatore presso l'Accademia militare degli Stati Uniti per alcuni anni a partire dal 1977. Ha allenato gli ostacolisti e i corridori dei 400 metri piani, continuando ad allenarsi egli stesso per restare competitivo nella sua gara, tuttavia il boicottaggio delle Olimpiadi di Mosca 1980 da parte del suo Paese lo privò di un'altra possibile partecipazione olimpica.